# Truật Xích
Truật Xích (tiếng Mông Cổ: ᠵᠦᠴᠢ; k. 1182 – k. 1225) là một hoàng tử của Đế quốc Mông Cổ. Tuy cuộc đời gắn liền với những tranh cãi và đồn thổi xung quanh hoàn cảnh sinh đẻ và thân thế thật sự của thân phụ, Truật Xích vẫn là một võ tướng hết sức nổi bật của Thành Cát Tư Hãn, đồng thời là thủy tổ của gia tộc cai trị hãn quốc Kim Trướng nay thuộc Đông Âu và Trung Á.
Truật Xích là con đẻ của Bột Nhi Thiếp, người vợ đầu tiên của thủ lĩnh Mông Cổ Thiết Mộc Chân (tức Thành Cát Tư Hãn tương lai). Nhiều tháng trước ngày sinh của Truật Xích, mẹ ông bị bắt cóc bởi một toán thảo khấu Miệt Nhi Khất; sau khi bị ép cưới một trong những thành viên của tộc này, bà bị cưỡng hiếp. Tuy có điều ra tiếng vào xung quanh vụ việc, Thiết Mộc Chân vẫn cưu mang đứa bé và nuôi lớn nó như con đẻ. Nhiều người Mông Cổ khác, đơn cử như con trai thứ Sát Hợp Đài của Bột Nhi Thiếp, lại không chịu chấp nhận điều này; một phần vì vậy mà Truật Xích bị gạt khỏi tước trữ quân.
Sau khi Thiết Mộc Chân thành lập Đế quốc Mông Cổ vào năm 1206 và lấy hiệu Thành Cát Tư Hãn, Truật Xích được phụ hãn ủy thác 9.000 chiến binh và cấp phong đất ở mạn tây trung tâm Mông Cổ; ông đã tham dự vô số chiến dịch tại khu vực này nhằm củng cố và mở rộng quyền lực đế quốc. Ông cũng thể hiện tài thao binh xuất sắc trong chiến dịch phạt Khwarazm (1219–1221), khuất phục rất nhiều thành trì và dân tộc ở miền bắc Ba Tư. Tại cuộc vây hãm Gurganj năm 1221, xung đột nảy sinh giữa Truật Xích, em trai, và phụ hãn; mối bất hòa ấy vẫn không hề nguôi ngoai tận tới khi ông lâm chung vì bạo bệnh khoảng năm 1225. Bạt Đô, con trai thứ của Truật Xích, nối ngôi người cha quá cố và cai trị đất cấp phong do ông để lại.

## Khai sinh và lai lịch
Thân mẫu của Truật Xích, Bột Nhi Thiếp, xuất thân từ bộ lạc Hoằng Cát Lặt bản địa của dãy núi Đại Hưng An phía nam sông Ergüne, nay thuộc Nội Mông. Năm lên 10, bà được hứa gả cho một cậu bé Mông Cổ tên Thiết Mộc Chân, con trai tù trưởng Dã Tốc Cai. Sau bảy năm phiêu bạt truân chuyên, vào khoảng năm 1178, Thiết Mộc Chân và Bột Nhi Thiếp chính thức thành hôn. Họ có với nhau một người con gái đầu lòng vào năm 1179 hoặc 1180, đặt tên là Hỏa Thần Biệt Cát. Trong những năm tiếp theo, Thiết Mộc Chân phủ dụ được nhiều quần thần và đồ đệ nhờ sức hút lãnh đạo của bản thân và thông qua quan hệ với các thủ lĩnh thảo nguyên hùng mạnh như người anh em kết nghĩa Trát Mộc Hợp và đồng minh cũ của thân phụ tên Thoát Lý. Nghe được uy danh ấy, tộc Miệt Nhi Khất ở phía tây bắc — những kẻ vẫn ghi nhớ mối thù với Dã Tốc Cai khi ông ta cướp Ha Ngạch Luân, tức hôn thê của tộc trưởng tộc này, làm vợ — nảy ra ý định hãm hại Thiết Mộc Chân để trả mối thù cũ.
Vì nhiều lý do, những sự kiện diễn ra sau đó không được lưu lại một cách rõ ràng: hầu hết tác giả đương thời không nhắc đến biến cố này trong các ghi chép của mình, trong khi hai sử liệu có nhắc về biến cố này — bài thơ sử thi thế kỷ thứ 13 Mông Cổ bí sử của một tác giả khuyết danh và tác phẩm Jami al-tawarikh thế kỷ thứ 14 của sử gia Ba Tư Rashid al-Din — thì lại mâu thuẫn nhau. Phiên bản dưới đây, hòa trộn yếu tố từ cả hai nguồn, được coi là khả tin nhất. Năm 1180 hoặc 1181, một toán thảo khấu Miệt Nhi Khất tấn công trại của Thiết Mộc Chân; trong khi hầu hết thân tộc của ông toàn mạng chạy trốn, Bột Nhi Thiếp rơi vào tay kẻ thù. Bà bị ép gả cho Chilger-Bökö, em trai của vị hôn phu mà từng được sắp đặt để cưới Ha Ngạch Luân. Trong lúc đó, Thiết Mộc Chân đã cầu viện thành công đồng minh khởi binh để cứu Bột Nhi Thiếp. Dưới sự lãnh đạo của Trát Mộc Hợp, liên quân nhanh chóng đánh dẹp tộc Miệt Nhi Khất, giải thoát Bột Nhi Thiếp và thu về nhiều chiến lợi phẩm.
Tuy nhiên, vấn đề nảy sinh khi Bột Nhi Thiếp mang chửa và đẻ Truật Xích vào khoảng năm 1182 trong trại của Trát Mộc Hợp. Vì Chilger-Bökö nhiều khả năng đã cưỡng hiếp Bột Nhi Thiếp và bà cũng đã ở trong trại của tộc Miệt Nhi Khất hơn 9 tháng ròng, cha của Truật Xích do vậy không rõ là ai. Điều này phần nào được phản ánh trong tên của ông: theo một số học giả, "Jochi" (tức Truật Xích) nghĩa đen là "khách khứa" trong tiếng Mông Cổ trung đại. Tuy Thiết Mộc Chân coi Truật Xích như con ruột, nhiều người Mông Cổ khác như Sát Hợp Đài nhìn nhận ông như con hoang của Chilger-Bökö.

## Trưởng thành

### Hôn nhân và gia quyến

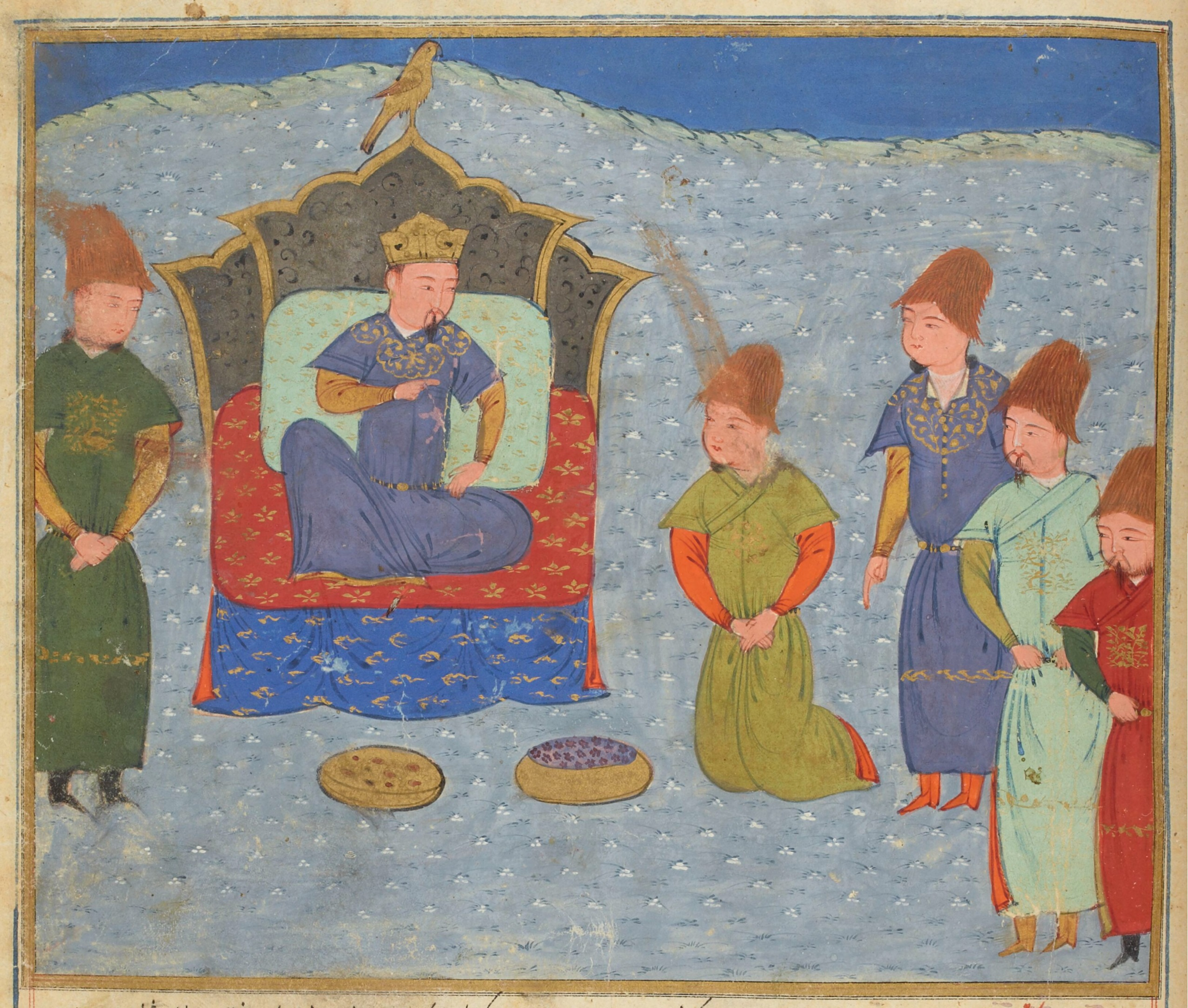
Tranh vẽ con trai thứ và người nối ngôi sau cùng của Truật Xích, Bạt Đô Hãn, trong một bản thảo Jami' al-tawarikh thế kỷ thứ 15

Không có ghi chép nào về quãng đời cho tới năm 1203 của Truật Xích. Tại thời điểm này, do đã đủ tuổi cưới vợ, Thiết Mộc Chân dự tính đính hôn ông với một trong những người con gái của Thoát Lý để tạo mối hòa thân; song vì lai lịch không rõ ràng của mình cũng như vị thế thập kém hơn của thân phụ, Truật Xích không được người phe Thoát Lý chấp nhận và căng thẳng giữa hai bộ lạc sau đó leo thang thành chiến tranh. Sau khi Thoát Lý bị đánh bại vào năm 1204, Truật Xích cưới một trong những người cháu gái (gọi bằng chú) của vị bại tướng là Begtütmish. Ngoài ra, ông cũng lấy thêm nhiều thế thiếp khác, tiêu biểu gồm có: cháu gái (gọi bằng cô) của Bột Nhi Thiếp tên Öki; một người họ hàng khác tên Sorghan; cùng nhiều phụ nữ có địa vị hèn mọn như Qutlugh Khatun, Sultan Khatun, Nubqus, Shīr, Qarajin, và Kul. Không rõ ai trong số này là chính thất của Truật Xích, song nhiều khả năng là Öki hoặc Sorghan.
Hai người con trai quan trọng nhất của Truật Xích, Oát Nhi Đáp và Bạt Đô, lần lượt được hạ sinh từ hai bà vợ Sorghan và Öki. Người con trai nổi bật thứ ba của Truật Xích, Biệt Nhi Ca, còn chẳng phải là con của hai người trước hay thậm chí cả Begtütmish. Ngoài ra, sử sách cũng ghi nhận rõ tên của 11 người con trai khác, song không một ai trong số này có sự nghiệp đáng chú ý, phần nào phản ánh địa vị thấp kém của thân mẫu họ. Dẫu vậy, hậu duệ của những người con này vẫn có thể mượn danh thủy tổ để chính thống hóa quyền lực cai trị của mình, tiêu biểu như: Khiḍr Hãn, hậu duệ của Truật Xích thông qua con trai Shiban, và Tokhtamysh, hậu duệ của Truật Xích thông qua con trai út Tuqa-Timur.

### Các chiến dịch thuở sớm
Năm 1206, Mông Cổ thống nhất, Thiết Mộc Chân cho triệu tập kurultai tại đầu nguồn sông Onon và lấy hiệu "Thành Cát Tư Hãn". Ông nhanh chóng tái lập xã hội theo ý mình, chia chác thần dân bị trị cho con cháu và tùy tòng. Vì là con trai trưởng, Truật Xích được đặc cách cấp cho 9.000 chiến binh hạ thuộc, đồng thời được phép cai trị gia quyến và gia súc của họ; Sát Hợp Đài nhận 8.000 hộ, trong khi hai em út Oa Khoát Đài và Đà Lôi mỗi người nhận 5.000. Cũng với tư cách là con trai trưởng, Truật Xích được cấp phong ulus (n.đ. 'lãnh thổ; thái ấp') xa nhất quê nhà, trải dài từ phía tây trung tâm Mông Cổ tới sông Irtysh.

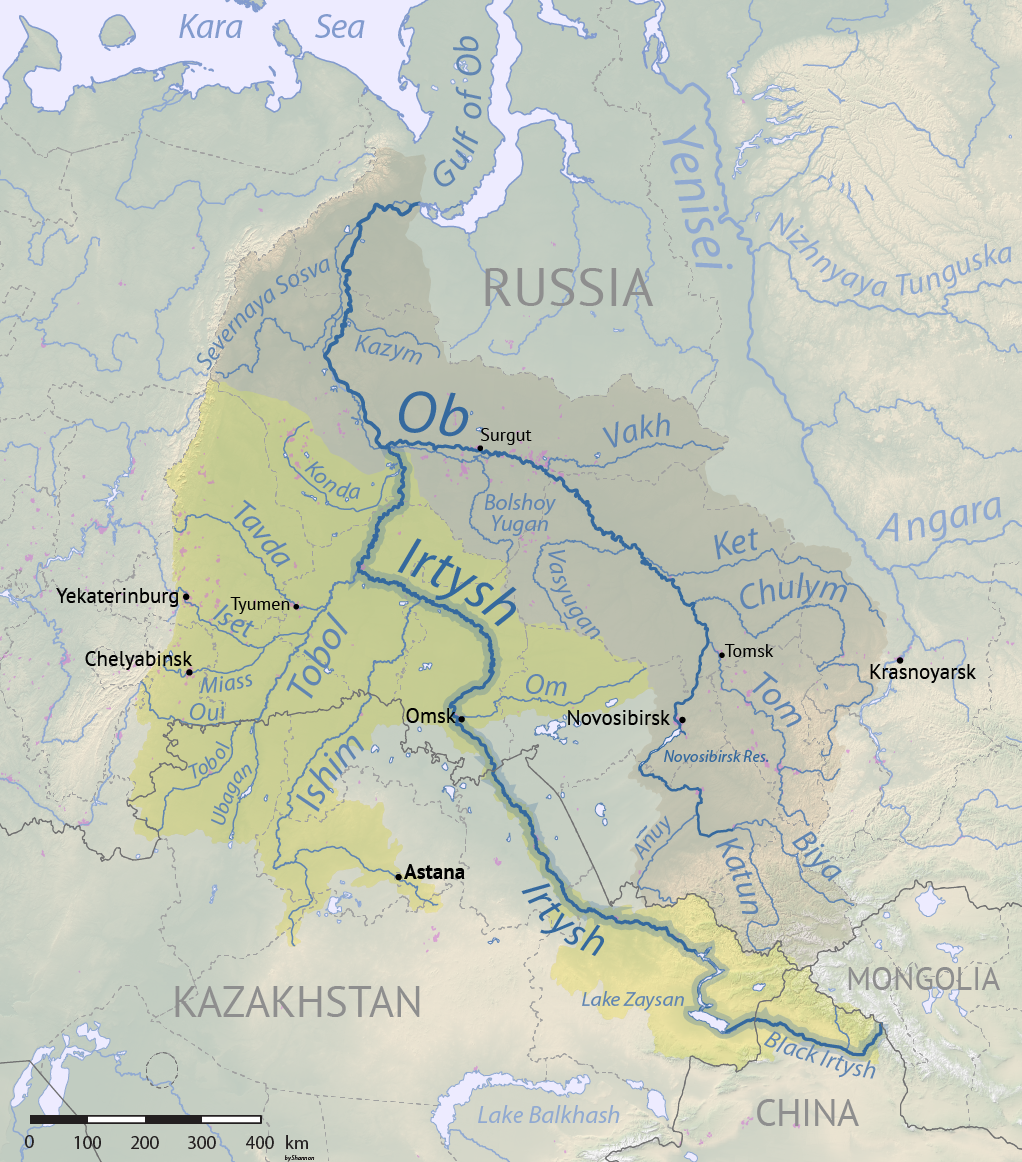
Bản đồ lưu vực sông Irtysh; thái ấp ban đầu mà Thành Cát Tư cấp phong cho Truật Xích tọa lạc ở thượng nguồn phía tây trung tâm Mông Cổ.

Sự sắp đặt này được đưa ra nhằm khuyến khích Truật Xích mở rộng lãnh thổ; vì vậy trong hai năm 1207–08, ông thân chinh khuất phục các tộc Hoi-yin Irgen sống ở bìa rừng taiga Siberia, tọa lạc giữa dòng Angara và Irtysh. Truật Xích hòa thân với người Oirat, được thủ lĩnh tộc này là Qutuqa Beki dẫn tới địa bàn của người Kyrgyz Enisei và các tộc Hoi-yin Irgen còn lại. Những cộng đồng này lần lượt quy hàng, cho phép Truật Xích kiểm soát các tuyến giao thương ngũ cốc và lông thú, cũng như các mỏ vàng tại địa phương. Ông sau đó hội quân với Tốc Bất Đài và đại phá quân Miệt Nhi Khất tại sông Irtysh cuối năm 1208 hoặc đầu năm 1209. Truật Xích tiếp tục chiến lược tiễu trừ tộc Miệt Nhi Khất và đồng minh Khương Lợi của họ trong các thập kỷ tiếp theo, cùng Tốc Bất Đài quét sạch tàn dư của Miệt Nhi Khất vào năm 1217 hoặc 1218. Sử gia Christopher Atwood cho rằng trình thuật sử học truyền thống dường như đã xem nhẹ vai trò của Truật Xích trong các chiến dịch này, và trên thực tế, Truật Xích, chứ không phải Tốc Bất Đài, có công lớn trong việc đánh dẹp các tộc Miệt Nhi Khất và Khương Lợi.
Đồng hành với các hoàng đệ Sát Hợp Đài và Oa Khoát Đài, Truật Xích suất lĩnh hữu quân Mông Cổ trong chiến dịch phạt Kim năm 1211. Toán quân Mông Cổ khởi hành từ đại bản doanh của Thành Cát Tư tại Nội Mông vào tháng 11 năm 1211, bước đầu tấn công các thành trì giữa Hohhot và Đại Đồng, rồi men theo Thái Hành Sơn xâm nhập Thiểm Tây, cướp phá nơi đây cho tới mùa thu năm 1213. Ông có lẽ cũng từng tham chiến tại trận sông Irghiz chống lại một cánh quân của shah Muhammad II của Khwarazm. Mông Cổ bí sử ghi nhận hai cuộc đối thoại về binh sự giữa Truật Xích và phụ hãn: một lần khi Thành Cát Tư khước từ đề nghị của Truật Xích nhằm tha mạng cho một cung thủ xuất chúng bên tộc Miệt Nhi Khất, và lần khác khi Truật Xích khuất phục người Oirat thắng lợi trở về và được phụ hãn khen ngợi tấm tắc.

### Thảo phạt Khwarazm và quyền kế vị
Năm 1218, Thành Cát Tư khởi binh trừng phạt Đế quốc Khwarazm ở Trung Á sau khi thống đốc tại Otrar của nước này là Inalchuq ra tay giết hại thương đoàn Mông Cổ và hạ nhục sứ bộ hòa hoãn tiếp sau do Mông Cổ cử sang. Theo Bí sử, Dã Tốc Can, một trong những bà vợ lẽ của Thành Cát Tư, đề nghị chồng xác lập người nối ngôi trước khi xuất hành. Tuy Thành Cát Tư có vẻ không quan tâm mấy đến tính bất chính danh của Truật Xích, Sát Hợp Đài lại phản đối kịch liệt lựa chọn của phụ hãn, thét lớn "Làm sao có thể cho phép thằng con hoang Miệt Nhi Khất này cai trị chúng ta?" Sau một cuộc đánh lộn giữa hai hoàng tử, Bí sử kể tiếp, Oa Khoát Đài được chọn làm trữ quân với sự đồng thuận của phụ hãn và cả hai người anh trai. Tuy nhiên, những sử liệu đương thời khác không thấy nhắc gì đến sự kiện trên mà chỉ đề cập đến cuộc tụ họp ít kịch tính hơn theo sau chiến dịch tại Trung Á; chính vì lẽ này, một số sử gia đã suy đoán rằng trình thuật trong Bí sử là "một sự ngoại suy hậu thế" và rằng Truật Xích bị gạt khỏi tước trữ quân vì đắc tội với phụ hãn trong cuộc thảo phạt Khwarazm.

Cương thổ Đế quốc Khwarazm k. 1220. Truật Xích thân chinh dọc theo biên giới phía bắc từ đông sang tây; khi tới Biển Aral, ông vòng xuống phía nam để vây thành Gurganj (tức Urgench).

Quân xâm lược Mông Cổ, với binh lực tổng cộng khoảng 150.000–200.000 quân, ào ạt tấn công Otrar vào cuối năm 1219. Để Sát Hợp Đài và Oa Khoát Đài lo việc vây hãm thành phố, Thành Cát Tư cùng con trai út Đà Lôi vượt Sa mạc Kyzylkum để tấn công Bukhara. Song song với đó, Truật Xích được cử đi xuôi theo dòng Syr Darya tiến tới kinh đô Gurganj và khuất phục tất cả các thị trấn trên đường trẩy quân. Do sự chống cự ngoan cường của Sighnaq và Asanas, hai thị trấn này bị quân Mông đối xử tàn bạo hơn khi so với Jand và Yanikant, những nơi mà đầu hàng quân xâm lược trong yên bình. Cuối năm 1220, Truật Xích men theo bờ biển Aral, vòng lại hướng tây nam tới Gurganj; Sát Hợp Đài và Oa Khoát Đài, sau khi đánh chiếm thành công Otrar, nhanh chóng hội quân với hoàng huynh tại Gurganj.
Tồn tại nhiều trình thuật khác nhau xoay quanh cuộc vây hãm Gurganj và vai trò của Truật Xích tại đây. Một điều chắc chắn đó là cuộc vây hãm đã kéo dài rất dai dẳng, từ bốn đến bảy tháng ròng, và diễn ra hết sức khốc liệt: quân dân Khwarazm thủ thành đã buộc quân Mông phải giành giật lấy từng ngôi nhà trong một cuộc chiến nội ô một mất một còn, hậu quả là khiến cho phần lớn thành phố bị thiêu rụi bởi hỏa công naphtha hoặc ngập lụt do đê vỡ. Sau khi trận chiến khép lại vào năm 1221, thị dân nơi đây bị quân Mông thẳng tay tàn sát hoặc bị bắt làm nô lệ.
Trình thuật truyền thống về cuộc vây hãm Gurganj cho rằng Truật Xích và Sát Hợp Đài đã bàn cãi nhau về chiến lược hạ thành: Truật Xích nghĩ rằng Gurganj về sau sẽ nằm trên đất cấp phong của mình nên muốn nhẹ tay và gây ra ít thiệt hại nhất có thể; Sát Hợp Đài thì lại đối nghịch với hoàng huynh và muốn thật mạnh tay trừng trị ngôi thành. Khi Thành Cát Tư biết về sự đôi co giữa hai người con trai lớn, ông đã trao quyền chỉ huy cuộc vây hãm cho Oa Khoát Đài để giải tỏa căng thẳng. Sử gia Atwood thì cho rằng câu chuyện trên chỉ là sáng tạo của đời sau nhằm củng cố tính chính danh cho chế độ của Oa Khoát Đài một khi vị này lên chức khả hãn, và rằng Truật Xích trên thực tế nắm quyền chủ soái xuyên suốt cuộc vây hãm.

### Qua đời và di sản
Tồn tại nhiều mâu thuẫn và khuất tất trong các sử liệu về quãng đời cuối của Truật Xích, song điều chắc chắn đó là ông đã bị gạt khỏi tước trữ quân. Thành Cát Tư Hãn có lẽ đã quyết định điều này vì cuộc vây hãm do Truật Xích chỉ huy diễn ra không êm đềm; ông cũng đắc tội lớn vì không chia chác chiến lợi phẩm như thường lệ với phụ hãn. Sau khi Gurganj thất thủ, Sát Hợp Đài và Oa Khoát Đài nam tiến, hội quân với Thành Cát Tư nhằm truy đuổi thái tử Khwarazm Jalal al-Din; trong khi Truật Xích bắc tiến, công khai là nhằm khuất phục tộc Khương Ly trong lãnh thổ thái ấp của mình, tức khu vực thảo nguyên phía tây sông Chuy ngày nay. Một số sử liệu khẳng định ông đã xao nhãng khỏi chính sự bằng thú vui săn bắn. Không rõ ông có gặp lại phụ hãn sau thời điểm này không.
Tuy Truật Xích đã biếu tặng Thành Cát Tư Hãn nhiều đàn lừa hoang và 20.000 con ngựa trắng vào khoảng năm 1224, quan hệ giữa hai cha con đã trở xấu vì mối bận tâm ích kỷ của con trai đối với phần thái ấp của mình. Truật Xích đã được lệnh hội quân với phụ hãn để cùng về Mông Cổ, song ông cáo bệnh xin kiếu. Một nhà lữ hành, sau khi ghé qua thái ấp của Truật Xích, thấy hoàng tử không ốm mà còn dư sức đi săn, đã bẩm báo chuyện này lên Thành Cát Tư, khiến vị hãn hết sức tức giận và tính tới việc đích thân đi trị tội con trai. Mọi sự chưa xong xuôi thì vào năm 1225 hoặc 1227, Truật Xích chết bệnh. Một trình thuật khác, nhiều khả năng là đơm đặt, khẳng định Truật Xích đã liên minh với Khwarazm để chống lại phụ hãn do bất mãn trước sự hủy diệt của Gurganj; Thành Cát Tư bèn cho người đầu độc con trai sau khi hay tin nó làm phản.

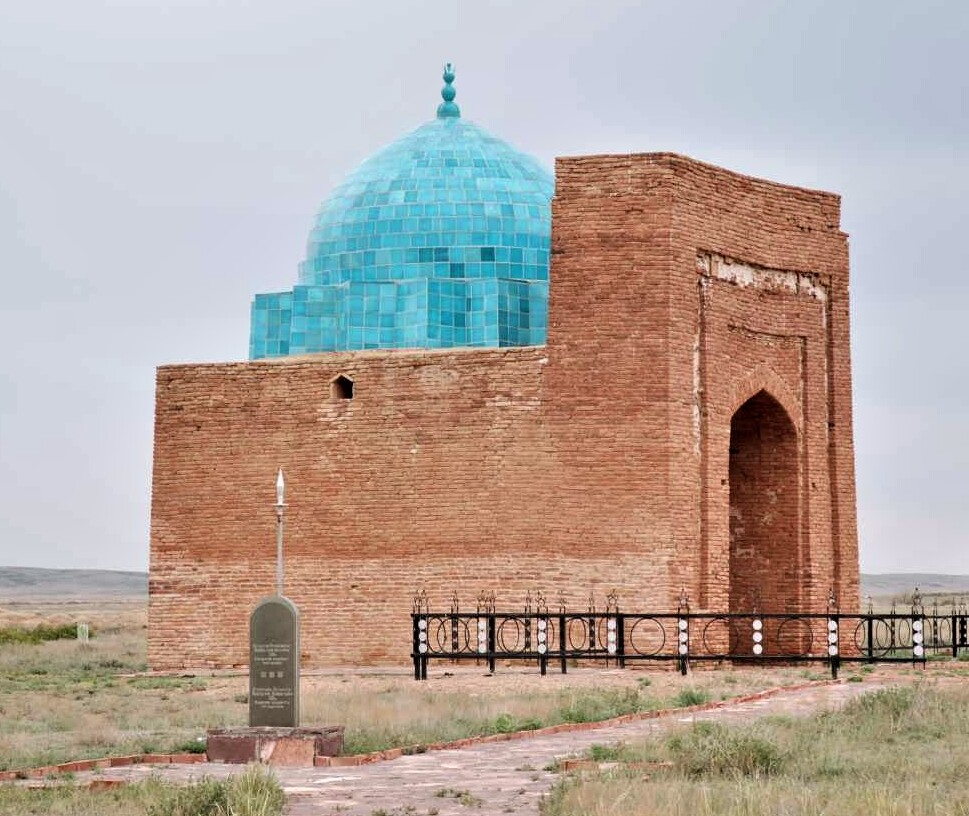
"Lăng Truật Xích" tại Kazakhstan thường được cho là nơi chôn cất thi hài của vị hoàng tử Mông Cổ, song đây có lẽ chỉ là lời đồn thất thiệt.

Bạt Đô được chọn làm người kế vị cai trị thái ấp của Truật Xích theo lệnh của Thành Cát Tư Hãn — anh trai Bạt Đô là Oát Nhi Đáp tự nguyện nhận chức tước thấp hơn, còn những người em trai khác trong chi họ cũng được cấp đất phong của riêng mình. Hậu duệ thuộc dòng Truật Xích sẽ trở nên ngày một độc lập và thay nhau cai trị Hãn quốc Kim Trướng. Tuy một lăng tẩm đồ sộ tại Ulytau, Kazakhstan ngày nay, được cho là nơi yên nghỉ của Truật Xích, định tuổi bằng carbon-14 xác định rằng công trình đó được xây cất ở một thời điểm khá muộn màng và vì vậy không thể là nơi chôn cất vị hoàng tử.

## Trong văn hóa đại chúng
Trong truyện Anh hùng xạ điêu của Kim Dung, Truật Xích được mô tả là con người tài ba đảm lược đồng thời cũng tàn bạo, nham hiểm, từng có ý định giết Quách Tĩnh nhưng bất thành. Kim Dung cũng mượn lời nhân vật Hoa Tranh để lý giải phần nào về việc Thiết Mộc Chân không truyền ngôi cho Truật Xích.

## Phụ chú
1. ↑  Đây là lối phiên âm giả tá trong Nguyên sử và Tân Nguyên sử.
2. ↑  Đây là lối phiên âm giả tá trong các bản dịch chữ Hán của Mông Cổ bí sử.
3. ↑  Tại thời điểm này, danh ngữ "Mông Cổ" chỉ được dùng để nói về một bộ tộc cụ thể ở miền đông bắc Mông Cổ; bởi lẽ bộ tộc này đóng vai trò cơ yếu trong việc hình thành Đế quốc Mông Cổ, tộc danh của họ bắt đầu được dùng theo nghĩa rộng hơn.[2]

### Dẫn nguồn
1. ↑  Atwood 2004, tr. 456.
2. ↑  Atwood 2004, tr. 389–391.
3. ↑  Broadbridge 2018, tr. 49–50, 57; Ratchnevsky 1991, tr. 20–21, 31; May 2018, tr. 23–28.
4. ↑  Broadbridge 2018, tr. 58.
5. ↑  Favereau 2021, tr. 34; May 2018, tr. 28–30; Ratchnevsky 1991, tr. 31–34.
6. ↑  Ratchnevsky 1991, tr. 34; Broadbridge 2018, tr. 46–47; Atwood 2004, tr. 347.
7. ↑  Broadbridge 2018, tr. 58–64; Ratchnevsky 1991, tr. 34–37; May 2018, tr. 30–31.
8. ↑  Broadbridge 2018, tr. 63.
9. ↑  Ratchnevsky 1991, tr. 34; May 2022a, tr. 55.
10. ↑  May 2018, tr. 30; May 2022a, tr. 55–56; Broadbridge 2018, tr. 59; Atwood 2004, tr. 278.
11. ↑  Favereau 2021, tr. 34; Ratchnevsky 1991, tr. 35–36; May 2018, tr. 30.
12. ↑  Biran 2012, tr. 35; May 2022a, tr. 56; Atwood 2004, tr. 278.
13. ↑  Dunnell 2023, tr. 25; Atwood 2004, tr. 278.
14. ↑  Favereau 2021, tr. 65; Biran 2012, tr. 35; Atwood 2004, tr. 278.
15. ↑  May 2017, tr. 162.
16. ↑  Ratchnevsky 1991, tr. 67–69; May 2022a, tr. 59–61; Broadbridge 2018, tr. 78–79.
17. ↑  May 2017, tr. 162; May 2022a, tr. 61.
18. ↑  Broadbridge 2018, tr. 230–231.
19. ↑  Broadbridge 2018, tr. 229–232; Atwood 2004, tr. 202.
20. ↑  May 2018, tr. 302–304.
21. ↑  Atwood 2004, tr. 98–99.
22. ↑  Dunnell 2023, tr. 30–31.
23. ↑  Biran 2012, tr. 69; Favereau 2021, tr. 65–66; Favereau & Pochekaev 2023, tr. 248.
24. ↑  May 2022b, tr. 138; Favereau & Pochekaev 2023, tr. 248.
25. ↑  Atwood 2004, tr. 502; May 2018, tr. 44–45; May 2022b, tr. 139.
26. ↑  May 2018, tr. 45; Favereau 2021, tr. 43–44.
27. ↑  Atwood 2004, tr. 278; Favereau 2021, tr. 46–47; Favereau & Pochekaev 2023, tr. 248.
28. ↑  Atwood 2017, tr. 44–45, 50.
29. ↑  Favereau 2021, tr. 48; Dunnell 2023, tr. 35; Atwood 2004, tr. 278; Atwood 2017, tr. 36.
30. ↑  Dunnell 2023, tr. 38; May 2018, tr. 58–59.
31. ↑  Ratchnevsky 1991, tr. 116–118.
32. ↑  Biran 2012, tr. 54–55.
33. ↑  Atwood 2004, tr. 278, 416; Broadbridge 2018, tr. 130; May 2018, tr. 69; Ratchnevsky 1991, tr. 125–126.
34. ↑  Broadbridge 2018, tr. 131; Dunnell 2023, tr. 41; Favereau 2021, tr. 63.
35. ↑  Boyle 2007, tr. 307; Dunnell 2023, tr. 42; Biran 2012, tr. 56.
36. ↑  Barthold 1992, tr. 414–416; Chambers 1979, tr. 10; Favereau 2021, tr. 61.
37. ↑  Dunnell 2023, tr. 44; Barthold 1992, tr. 433.
38. ↑  Atwood 2017, tr. 51; Barthold 1992, tr. 434–437.
39. ↑  Ratchnevsky 1991, tr. 131; Atwood 2017, tr. 51.
40. ↑  Atwood 2017, tr. 52–53; Dunnell 2023, tr. 44; Barthold 1992, tr. 435; Ratchnevsky 1991, tr. 136–137.
41. ↑  Atwood 2017, tr. 53–54.
42. ↑  Atwood 2017, tr. 54.
43. ↑  Favereau 2021, tr. 61–63; Favereau & Pochekaev 2023, tr. 248.
44. ↑  Dunnell 2023, tr. 44, 47; Atwood 2004, tr. 278.
45. ↑  Barthold 1992, tr. 455; Atwood 2004, tr. 278.
46. ↑  Atwood 2004, tr. 278; Broadbridge 2018, tr. 169.
47. ↑  Dunnell 2023, tr. 47; Favereau & Pochekaev 2023, tr. 248–249.
48. ↑  Ratchnevsky 1991, tr. 136–137; Favereau 2021, tr. 76; Dafeng & Jianyi 1998, tr. 290.
49. ↑  Ratchnevsky 1991, tr. 137; Biran 2012, tr. 69; Barthold 1992, tr. 458.
50. ↑  Atwood 2004, tr. 202; Favereau & Pochekaev 2023, tr. 249.
51. ↑  Atwood 2004, tr. 201–202.
52. ↑  Panyushkina và đồng nghiệp 2022.